# Verboten, forbidden, proibito
Verboten, forbidden, proibito (Verboten!) è un film del 1959 diretto da Samuel Fuller.

## Trama
Negli ultimi giorni della Seconda Guerra Mondiale, il sergente americano David Brent rimane ferito durante uno scontro a fuoco in una città tedesca e perde due compagni. Privo di sensi, viene soccorso da Helga Schiller, una giovane tedesca che, invece di denunciarlo o ucciderlo, gli cura la ferita e lo nasconde, anche dal fratello minore Franz, ostile verso gli americani. Quando un’unità delle SS occupa l’edificio di Helga per usarlo come postazione d’artiglieria, lei protegge ancora David, decisa a dimostrare di non essere una nazista. Dopo la liberazione della città, David viene ricoverato in ospedale, ma una volta guarito torna da Helga e la sposa, contravvenendo alle disposizioni militari che vietano le relazioni tra soldati americani e donne tedesche. Si congeda dall’esercito e inizia a lavorare come civile presso l’Ufficio approvvigionamenti del Governo Militare americano. Un giorno, Helga si imbatte in un vecchio amico, Bruno Eckart, reduce segnato dalla guerra. Lo ospita e lo aiuta a ottenere un lavoro come poliziotto, convincendo David a fargli da garante. Ma né lei né suo marito sanno che Bruno è un membro dei Lupi Mannari (Werwolf), un’organizzazione clandestina nazista che compie sabotaggi e attentati contro le forze alleate. Bruno recluta anche Franz, sempre più affascinato dalla causa. Dopo l’assalto a un convoglio di viveri, i civili insorgono, e David, dopo uno scontro con un manifestante, viene licenziato. Bruno lo manipola, insinuando che Helga l’abbia sposato solo per interesse. David, ferito nei sentimenti, la lascia, nonostante lei sia incinta. Intanto, Franz inizia a dubitare dei Lupi Mannari, soprattutto dopo aver assistito a un’esecuzione interna per mano di Bruno. Helga scopre l’attività del fratello e lo porta ad assistere ad una sessione del processo di Norimberga, dove i crimini nazisti vengono messi a nudo. L’esperienza lo segna profondamente e lo spinge a collaborare con gli Alleati. Le sue rivelazioni e le scelte coraggiose di Helga avranno un impatto decisivo sulle sorti della rete clandestina e sul futuro della loro famiglia.